# Хмельова
Хмельова (словац. Chmeľová) — село в Словаччині, Бардіївському окрузі Пряшівського краю. Розташоване в північно-східній частині Словаччини недалеко кордону з Польщею.
Вперше згадується у 1414 році. Населене українцями, але після Другої світової війни — під загрозою переселення в УССР — абсолютна більшість селян переписалася на словаків та русинів.
У селі є греко-католицька церква св. Архангела Михаїла з 1827 р., в класицистичному стилі. Історичні джерела згадують дерев'яний протестантський костел, який дотепер не зберігся.
У селі в минулому відбулося кілька фольклорних фестивалів «Маковицька струна».

## Населення
| Рік:            | 1993 | 2003    | 2013    | 2023    |
| --------------- | ---- | ------- | ------- | ------- |
| Кількість осіб: | 388  | 407     | 388     | 357     |
| Різниця:        |      | +4,89 % | -4,66 % | -7,98 % |

| Рік:            | 2022 | 2023    |
| --------------- | ---- | ------- |
| Кількість осіб: | 365  | 357     |
| Різниця:        |      | -2,19 % |

У селі проживає 396 осіб.
Національний склад населення (за даними останнього перепису населення — 2001 року):
- словаки — 40,99 %
- русини — 40,99 %
- українці — 17,28 %

Склад населення за приналежністю до релігії станом на 2001 рік:
- греко-католики — 86,42 %,
- римо-католики — 9,14 %,
- православні — 2,72 %,
- не вважають себе віруючими або не належать до жодної вищезгаданої церкви- 1,23 %

## Видатні постаті
- Духнович Олександр (1803—1865) — в селі працював греко-католицьким священиком, народний будитель, педагог та письменник, який писав передусім язичієм, виступав проти мадяризації русинів
- Павлович Йосиф — в селі працював греко-католицьким священиком, його брат Павлович Олександр — народний будитель, письменник, у Хмельовій почав писати свою поему «Стан бідного селянина».
- Корба Йосип Йосипович — заслужений артист Чехословаччини.